# Brahmina brunneosparsa
Brahmina brunneosparsa är en skalbaggsart som beskrevs av Gilbert John Arrow 1946. Brahmina brunneosparsa ingår i släktet Brahmina och familjen Melolonthidae. Inga underarter finns listade.